# Megabyte
Een megabyte (MB) is gelijk aan 1000 kilobytes ofwel 1.000.000 bytes. Een byte bestaat in deze context uit 8 bits.
Er wordt nog steeds veel gerekend met 1 MB = 1024 kB, waarbij 1 kB = 1024 B. Eén megabyte is dan 1.048.576 B (220 B). Dit gebruik wordt ontraden sinds er een nieuwe standaard is voor binaire voorvoegsels (zie Veelvouden van bytes). Nu heet 220 B een mebibyte, afgekort MiB.
Omdat er veel gerekend wordt met 1 MB = 1.048.576 B, bestaat er nog steeds verwarring.

Over het algemeen geven fabrikanten van opslagmedia de capaciteit op in (decimale) mega- of gigabytes. Een flashgeheugenkaartje van 256 MB heeft daardoor eigenlijk 'maar' een capaciteit van 244 MiB. Historisch gezien worden de capaciteiten van RAM-geheugens wel als (binaire) MiB's aangegeven. Duizend megabytes zijn gelijk aan een gigabyte.

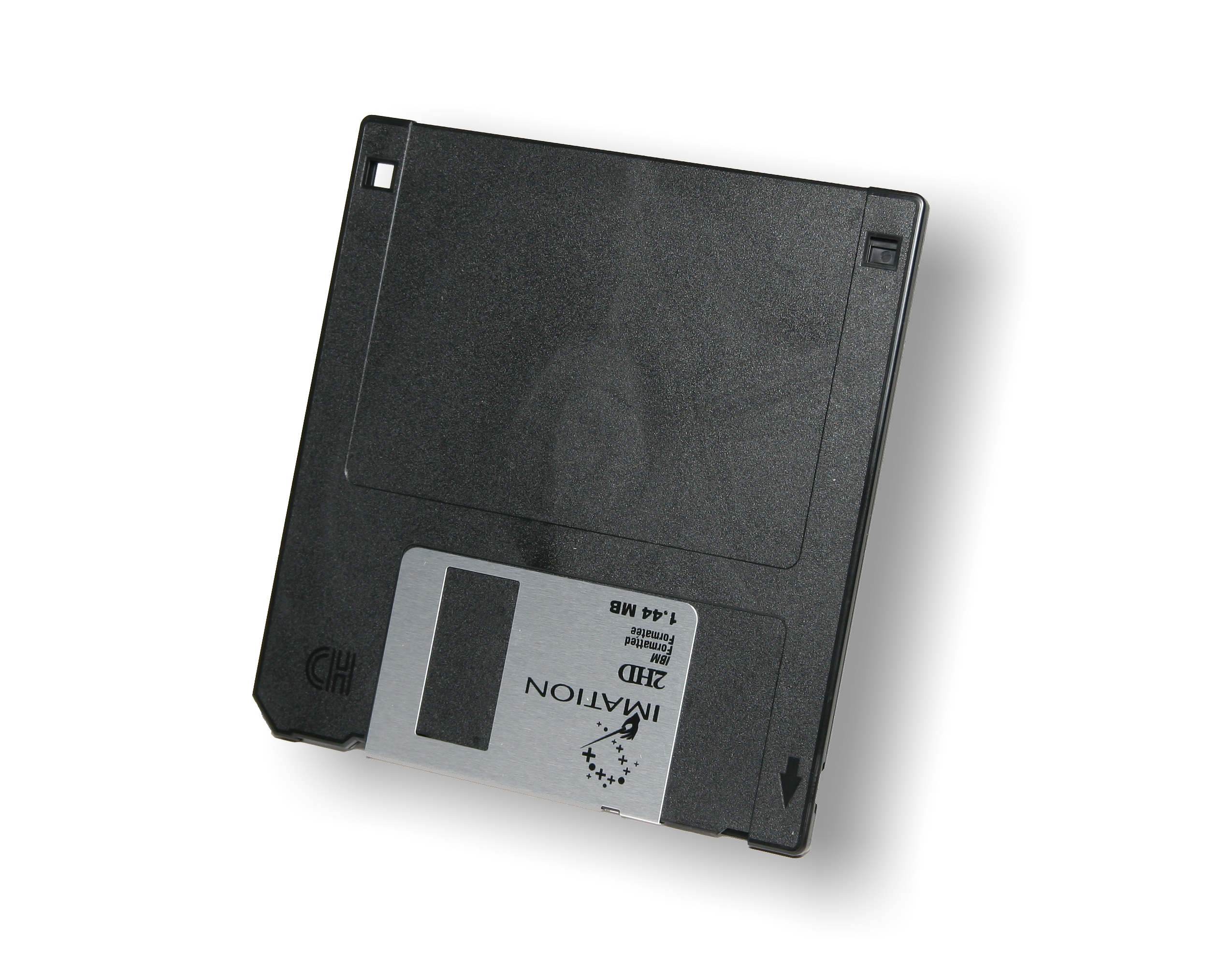
Een floppydisk van 1,44 MB heeft een capaciteit om 1.474.560 bytes aan data op te slaan. MB staat in deze context voor 1.000 keer 1.024 bytes.

Afhankelijk van de compressiemethode en bestandsformaat komt een megabyte aan informatie ongeveer overeen met:
- de tekst uit een flinke roman (500 pagina's maal 2.000 karakters per pagina),
- gecomprimeerde digitale opslag van 5 minuten geluid op telefoonkwaliteit of 1 minuut op cd-kwaliteit,
- gecomprimeerde digitale opslag van 6 seconden video op televisiekwaliteit,
- een 1 megapixel-bitmapafbeelding in 256 kleuren (8 bits/pixel kleurdiepte) opgeslagen zonder enige compressie,
- een 4 megapixel-JPEG-afbeelding met gewone compressie.

Het DNA in het menselijk genoom bestaat uit ongeveer 800 MB aan informatie. Het onderscheidend deel hierin dat een persoon van een andere persoon onderscheidt, kan samengevat worden tot ongeveer 4 MB.
De megabyte wordt soms ook foutief afgekort als Mb, maar dat is de megabit, die een factor 8 kleiner is.